# Mevrouw Nathalie Nypels
'Mevrouw Nathalie Nypels' (ce qui signifie en néerlandais Mme Nathalie Nypels) est un cultivar de rosier obtenu en 1919 par le rosiériste néerlandais Mathias Leenders (1883-1958). Il est toujours commercialisé grâce à sa grande floribundité, et très apprécié au Royaume-Uni où il connaît un regain d'intérêt.

## Description
Ce petit rosier floribunda diploïde, dont le succès ne se dément pas depuis sa création, présente de petites fleurs (6 cm) semi-doubles (9-17 pétales) de couleur rose pâle, devenant blanc crème au fur et à mesure, au cœur blanc, et s'ouvrant sur de belles étamines jaunes. Elles prennent un air de rose de Chine hérité de son parent 'Comtesse du Cayla'. Les fleurs sont peu parfumées. La floraison est remontante. Elle est abondante et en bouquet généreux. Son buisson est érigé et s'étale ensuite. Il peut atteindre 60 cm tant en hauteur qu'en largeur. 
Il est parfait pour les bordures en premier plan et surtout en mixed-borders dans les jardins à l'anglaise. Il est très florifère, même au milieu de l'été. Il tolère les sols pauvres et résiste aux maladies.
'Mevrouw Nathalie Nypels' est issu du croisement 'Orléans Rose' (Levavasseur, 1909) x ['Comtesse du Cayla' (Guillot, 1902) x Rosa foetida var. bicolor, Willmott ].

## Descendance
Par croisement avec 'Kardinal' (Krause, 1933), il a donné naissance à 'Gotenhafen' (Tantau, 1940).

## Récompense
- RHS Award of Garden Merit en 1993.